# Закон достаточного основания
Зако́н доста́точного основа́ния формулируется следующим образом: каждое осмысленное выражение (суждение) может считаться достоверным только в том случае, если оно было доказано, то есть были приведены достаточные основания, в силу которых его можно считать истинным.
Допустим, что учащийся, слушая рассказ учителя, встречается с рядом неизвестных ему положений. Например, он узнаёт, что древние египтяне имели совершенные музыкальные инструменты, что некоторые ультразвуки убивают простейшие живые организмы, что если в Средней Азии произойдёт землетрясение, то образовавшиеся при этом волны достигнут Москвы через несколько минут. Учащийся вправе сомневаться в истинности этих положений до тех пор, пока они не будут доказаны, объяснены, обоснованы. Как только они будут доказаны, как только будут приведены достаточные основания, подтверждающие их истинность, сомневаться в них уже нельзя. Другими словами: всякое доказанное положение непременно истинно.

## Формулировка

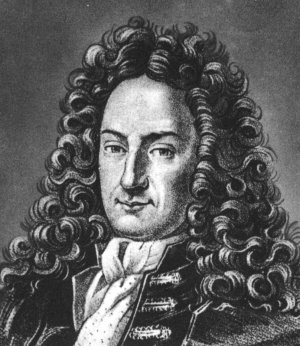
Готфрид Лейбниц

Закон достаточного основания, хотя и подразумевался ранее во многих системах логики (например, у Левкиппа или Аристотеля) был впервые сформулирован Лейбницем в работе «Монадология» следующим образом:

«…ни одно явление не может оказаться истинным или действительным, ни одно утверждение справедливым, — без достаточного основания, почему именно дело обстоит так, а не иначе, хотя эти основания в большинстве случаев вовсе не могут быть нам известны»— Лейбниц, «Монадология»
Доказательства могут быть как эмпирическими, так и теоретическими. Физический опыт, статистические данные, законы наук могут быть обоснованием того или иного утверждения.
Важным моментом в формулировке является указание «…так, а не иначе…», требующее, чтобы фактическое подтверждение суждения относилось непосредственно к тому, что утверждается. Не является корректным, например, негативное подтверждение по принципу «это верно, так как никем не доказано обратное», поскольку указание на отсутствие опровержений может быть лишь дополнительным аргументом к положительным подтверждениям, но не единственным или базовым основанием для признания утверждения истиной.

## Применение
Необоснованность суждений свидетельствует о нелогичности мышления. В правильно составленной докладной записке, речи, статье, письменной работе и т. д. всегда положения обосновываются фактами, ссылками на другие истинные положения, проверенные на практике, на законы и правила.
Не нуждаются в особом обосновании такие, например, суждения: «В этой комнате четыре окна», «На потолке висит люстра», «На столе лежит книга» и т. п. Истинность таких утверждений очевидна, поэтому не требуется никаких обоснований её, кроме показаний органов чувств.
Не нуждаются в обоснованиях и такие, например, утверждения: «Целое не меньше своей части», «Две величины, порознь равные третьей, равны между собой» и т. п. Такие суждения называются аксиомами и не требуют доказательств.
Самым верным и надёжным доказательством истинности той или иной мысли является, конечно, такое доказательство, которое непосредственно основано на фактах.
Однако непосредственное обращение к фактам не всегда возможно. Так, в подтверждение истинности мысли о возникновении органической жизни около четырёх миллиардов лет назад невозможно привести сам начальный факт зарождения жизни.
Кроме того, приводить в подтверждение истинности мысли всякий раз непосредственный факт нет никакой
необходимости. Обобщённая формулировка применяется для дальнейшего познания единичных предметов и для логического обоснования мыслей об этих предметах. Например, тот факт, что медь — проводник электричества, можно доказать двумя путями: опытным (пропустить ток по медному проводу) или чисто
логически, путём рассуждения (медь — металл; все металлы — хорошие проводники электричества; значит, медь — хороший проводник электричества).

## Примеры нарушения закона достаточного основания
В рассуждении: «Это вещество является электропроводным (тезис, который обосновывается), потому что оно — металл (основание, из которого должен вытекать тезис)», — закон достаточного основания не нарушен, так как в данном случае из основания следует тезис (из того, что вещество металл, вытекает, что оно электропроводно). А в рассуждении:
«Сегодня взлётная полоса покрыта льдом (тезис), ведь самолёты сегодня не могут взлететь (основание)», — рассматриваемый закон нарушен, тезис не вытекает из основания (из того, что самолёты не могут взлететь, не вытекает, что взлётная полоса покрыта льдом, ведь самолёты могут не взлететь и по другой причине). Также нарушается закон достаточного основания в ситуации, когда студент говорит преподавателю на экзамене: «Не ставьте мне двойку, спросите ещё, я же прочитал весь учебник (основание), что-нибудь уж точно отвечу (тезис)». В этом случае тезис не вытекает из основания (студент мог прочитать весь учебник, но из этого не следует, что он сможет что-то ответить, так как он мог забыть все прочитанное или ничего в нём не понять и т. п.).
В рассуждении: «Преступление совершил Н. (тезис), ведь он сам признался в этом и подписал все показания (основание)», — закон достаточного основания, конечно же, нарушен, потому что из того, что человек признался в совершении преступления, не вытекает, что он действительно его совершил. Признаться, как известно, можно в чём угодно под давлением различных обстоятельств (в чём только не признавались люди в застенках средневековой инквизиции и кабинетах репрессивных органов власти, в чём только не признаются на страницах бульварной прессы, в телевизионных ток-шоу и т. п.).
Таким образом, на законе достаточного основания базируется важный юридический принцип — презумпции невиновности, который предписывает считать человека невиновным, даже если он даёт показания против себя, до тех пор, пока его вина не будет достоверно доказана фактами.